# Richard Peirse (Offizier, 1931)
Sir Richard Charles Fairfax Peirse KCVO CB (* 16. März 1931 in Blackheath, London; † 8. Februar 2014) war ein britischer Generalmajor (Air Vice Marshal) der Royal Air Force, der Pilot von Kampfflugzeugen, Bombern und Aufklärungsflugzeugen war und später Ämter im Hofstaat (Royal Household) von Queen Elisabeth II. übernahm. Als Defence Services Secretary war er im Royal Household zwischen März 1985 und Juni 1988 verantwortlich für die Beziehungen zwischen der Königin und den Streitkräften des Vereinigten Königreichs. Er war damit auch Verbindungsoffizier zum Verteidigungsminister sowie zum Chef des Verteidigungsstabes.

## Leben

### Familiäre Herkunft und Ausbildung zum Offizier
Peirse stammte aus einer Familie, die mehrere verdiente Militärpersonen hervorgebracht hatte. Sein Großvater war Admiral Richard Peirse, der unter anderem von 1913 bis 1915 Oberkommandierender der East Indies Station sowie im Dezember 1915 Oberkommandierender der Mittelmeerflotte war. Sein Vater war General (Air Chief Marshal) Richard Peirse, der auf seinem ersten Flug im März 1918 den späteren Georg VI. geflogen hatte und während des Zweiten Weltkrieges unter anderem von 1940 bis 1942 Oberbefehlshaber des RAF Bomber Command sowie zwischen 1943 und 1944 Oberkommandierender der Alliierten Luftstreitkräfte in Südostasien war.
Nach dem Besuch des Bradfield College trat er als Kadett in das Royal Air Force College Cranwell (RAFC) ein und wurde dort zum Piloten ausgebildet. Bereits einige Jahre zuvor absolvierte er seinen ersten eigenen Flug mit einem Freund seines Vaters, Air Vice Marshal Edward „Mouse“ Fielden, der zu der Zeit Kapitän der Flüge des Königs (Captain of the King’s Flight) war. Am 9. April 1952 wurde er als Leutnant (Pilot Officer) in die RAF aufgenommen und flog in der Folgezeit einstrahlige Kampfflugzeuge der Typen de Havilland DH.100 Vampire und de Havilland DH.112 Venom in der in Wunstorf stationierten Staffel RAF No. 266 Squadron. Nach einer Ausbildung als Fluginstrukteur an der Zentralen Flugschule kehrte er nach England zurück, wo er am RAFC in Cranwell selbst Flugkadetten auf den Havilland Vampire-Kampfflugzeugen ausbildete. Im Jahr 1953 erfolgte seine Beförderung zum Oberleutnant (Flying Officer) sowie 1954 zum Hauptmann (Flight Lieutenant).

### Stabsoffizier
Nach einer einjährigen Ausbildung am RAF Staff College absolvierte er eine Zusatzausbildung auf dem zweistrahligen Kampfflugzeug English Electric Canberra und wurde danach Fliegerischer Kommandeur der auf Malta stationierten RAF No. 39 Squadron. Die Staffel flog die Canberra aus strategischen und taktischen Zwecken zur Luftbildaufklärung und gehörte zur südlichen Flanke der NATO, so dass die Peirse unterstellten Flugeinheiten zahlreiche Luftaufklärungseinsätze über Italien, Griechenland und der Türkei absolvierten.
Nach seiner Beförderung zum Major (Squadron Leader) 1959 war er Kommandeur des Operativen Geschwaders der RAF in Luqa, ehe er im September 1965 nach Großbritannien zurückkehrte und nach seiner Beförderung zum Oberstleutnant (Wing Commander) im Stab des Luftwaffensekretärs für Laufbahnförderung und Pilotenernennungen verantwortlich war. 1968 kehrte er in den Bereich Luftaufklärung zurück und wurde Kommodore des RAF No. 51 Squadron. Die mit English Electric Canberra und De Havilland DH.106 Comet ausgestattete Staffel flog dabei Aufklärungsflüge entlang der Grenzen der Sowjetunion und der Mitgliedstaaten des Warschauer Paktes, um elektronische Signale und Informationen zu sammeln.
Diese Verwendung endete jedoch bereits ein Jahr später als er am 1. Juli 1969 zum Oberst (Group Captain) befördert und im Oktober 1969 zum stellvertretenden Kapitän der Flüge der Königin (Captain of the Queen’s Flight) ernannt wurde. In der Folgezeit leitete er Überseeflüge zu Zielen, die durch Mitarbeiter der königlichen Familie besucht wurden. Während dieser Zeit wurde der königlichen Flugzeugflotte auch ein zweimotoriges Bassett-Flugzeug hinzugefügt, damit Charles, Prince of Wales seine Pilotenausbildung fortsetzen konnte.

### Aufstieg zum Air Vice Marshal und Funktionen im Royal Household
Nach dem Besuch des Royal College of Defence Studies (RCDS) absolvierte Peirse eine weitere Pilotenausbildung auf dem vierstrahligen Langstreckenbomber Avro Vulcan, ehe er 1973 Kommandeur der RAF Waddington in Waddington wurde, in der drei Vulcan-Staffeln für niederschwellige Nuklear- und konventionelle Bombereinsätze stationiert sind. Danach fand er einige Verwendungen im Verteidigungsministerium und war zunächst von 1976 bis 1977 stellvertretender Direktor für operative Anforderungen und danach zwischen 1977 und 1980 Direktor für Luftwaffenpersonal.
In dieser Funktion wurde Peirse am 1. Januar 1978 zum Air Commodore befördert und übernahm 1980 den Posten als Direktor für operative Anforderungen im Verteidigungsministerium. Im Januar 1982 wurde er zum Air Vice Marshal befördert und als Air Officer Commanding zum Kommandanten des Royal Air Force College Cranwell ernannt. Für seine Verdienste wurde er 1983 Companion des Order of the Bath.
Im März 1985 wurde Peirse als Defence Services Secretary verantwortlich für die Beziehungen zwischen der Königin und den Streitkräften des Vereinigten Königreichs. Er war damit auch Verbindungsoffizier zum Verteidigungsminister sowie zum Chef des Verteidigungsstabes. Diese Funktion bekleidete er bis zu seiner Versetzung in den Ruhestand am 16. Juni 1988. 1988 wurde er zum Knight Commander des Royal Victorian Order (KCVO) geschlagen und führte fortan den Namenszusatz „Sir“.
Am 18. Juli 1990 wurde er Nachfolger von Konteradmiral David Edward Macey als Gentleman Usher of the Scarlet Rod und übernahm als solcher im Royal Household das Amt eines Dieners des Order of the Bath ein. Nach zwölfjähriger Amtszeit wurde er auf diesem Posten am 15. März 2002 von Konteradmiral Iain Henderson abgelöst und übernahm stattdessen bis 2006 die Funktionen als Registrator und Sekretär des Order of the Bath.